# Migen Memelli
Migen Memelli, född 25 april, 1980 i Korçë, är en albansk före detta fotbollsspelare och senare tränare. Han är sedan 2021 huvudtränare i Skënderbeu.

## Klubbkarriär
Memelli har spelat för norska SK Brann, där han bland annat gjorde hattrick i 3–3-matchen mot Åtvidabergs FF i kvalet till UEFA-cupen augusti 2006.
Memelli kom till Gais för provspel i mars 2007. Han spelade matchen mot IF Elfsborg där han gjorde ett mål och passade dessutom på att bli utvisad. Han skrev på ett treårskontrakt men lyckades aldrig göra mål för Gais i Allsvenskan.
I juli 2008 blev Memelli utlånad till den albanska klubben KF Tirana.
Säsongen 2012/2013 vann Memelli skytteligan i Kategoria Superiore då han under säsongen gjorde 19 mål för Flamurtari Vlorë.

## Tränarkarriär
Den 3 februari 2021 presenterades Memelli som ny huvudtränare i Skënderbeu.